# Phytodietus coxanotus
Phytodietus coxanotus är en stekelart som beskrevs av Loan 1981. Phytodietus coxanotus ingår i släktet Phytodietus och familjen brokparasitsteklar. Inga underarter finns listade i Catalogue of Life.